# Дувейхи, Истифан
 Истифанус Бутрус ад-Дувейхи (араб. اسطفانوس بطرس الدويهي ; 1630, с. Ихдин, Ливан — 3 мая 1704, монастырь Каннубин, близ Триполи, Ливан) — маронитский церковный деятель, историк.

## Биография
Изучал богословие в Риме.
С 1655 года вёл миссионерскую деятельность на Ближнем Востоке.
С 1668 года — епископ маронитской общины на острове Кипр.
В 1670—1704 годах — 57-й патриарх Маронитской католической церкви.

## Наследие
- «История времён» («Тарих аль-азмина») — главный труд. Освещает события церковной и светской истории Ливана XI—XVII веков. Признаётся высшим достижением арабо-христианской историографии Нового времени.
- «Происхождение маронитов» («Асль аль-маварина»).
- «История маронитской общины» («Тарих ат-таифа аль-марвания»).
- «Столп Маронитской церкви» («Умуд аль-Каниса аль-Марвания») — богословское сочинение.